# Burton (Nuevo Brunswick)
Burton es una parroquia canadiense situada en la provincia de Nuevo Brunswick.

## Superficie
Burton tiene una superficie de 258,39 km².

## Demografía
En 2021, tenía 5176 habitantes, una densidad poblacional de 20 hab./km², y 2074 viviendas.